# 阿克梅切特西基斯塔夫基
47°39′25″N 31°12′39″E / 47.65694°N 31.21083°E
阿克梅切特西基斯塔夫基（烏克蘭語：Акмечетські Ставки），是烏克蘭南部的村莊，隸屬尼古拉耶夫州的沃茲涅先斯克區。該村始建於1900年，面積0.7平方公里，海拔高度14米，2001年人口363。